# Dračevica (Czarnogóra)
Dračevica (cyr. Драчевица) – wieś w Czarnogórze, w gminie Bar. W 2003 roku liczyła 8 mieszkańców.